# Jinzhousaurus
Jinzhousaurus é um gênero de dinossauro hadrossauróide que viveu na China durante o início do Cretáceo. Com um comprimento estimado de cerca de sete metros, Jinzhousaurus era um hadrossauróide de tamanho médio a grande e é conhecido por ter um crânio que cresceu até uma largura substancial na parte de trás, enquanto uma pequena crista crescia do topo do crânio.
A espécie tipo é Jinzhousaurus yangi. O nome genérico refere-se à cidade Jinzhou. O nome específico homenageia Yang Zhongjian como o fundador da paleontologia chinesa. Foi descrito pela primeira vez por Wang Xiao-lin e Xu Xing em 2001.